# Fernand Chavannes
Pour les articles homonymes, voir Chavannes.
Ne doit pas être confondu avec Fernand Chavannes (aviateur).
Fernand Chavannes, né le 15 août 1868 à Lausanne et mort le 17 mars 1936 à Paris, est un écrivain suisse. 

## Biographie

### Origines et famille
Fernand Chavannes est né le 15 août 1868 à Lausanne, dans une famille de la bourgeoise vaudoise, originaire de Vevey.  
Son père, César Julien Chavannes, est banquier ; sa mère est née Charlotte Gertrude Carrard. Il a un frère cadet, Ernest Chavannes, banquier et personnalité politique dans le canton de Vaud. 
Il reste célibataire toute sa vie. 

### Études et parcours professionnel
Fernand Chavannes effectue des études d'archéologie et de philologie à Bonn et Berlin, qu'il achève par un doctorat en 1891. Il enseigne ensuite l'allemand au gymnase classique de Lausanne (1892-1896), où il a comme élève Charles Ferdinand Ramuz. 
En 1898, il s'intéresse à l'arboriculture et en fait son métier dès 1905. Il s'installe alors à Pully.

### Parcours littéraire
Fernand Chavannes invente des formes dramatiques nouvelles, un théâtre visuel et plastique.
Il participe à l'aventure des Cahiers vaudois : il y publie en 1916 Le Mystère d'Abraham et Guillaume le Fou, un Tell révolutionnaire qu'il crée à la Comédie de Genève avec le concours de Jacques Copeau, puis en 1919 Musique de tambour, subtil collage de deux de ses pièces montées l'année précédente par les Pitoëff. Ceux-ci réalisent encore en 1920 Bourg-Saint-Maurice, avec au centre le personnage libertaire de Farinet, Magie, à Paris en 1929, et traduisent avec lui Oncle Vania de Tchekhov. 
En 1928, Vendanges ! Vendanges ! est créée à Lausanne par les Belles-Lettriens. 

### Mort
Fernand Chavannes meurt le 17 mars 1936 à Paris, à l'âge de 67 ans.

## Œuvres
- 1916 : Le Mystère d'Abraham, Cahiers vaudois
- 1916 : Guillaume le Fou, Cahier vaudois, mise en scène à la Comédie de Genève, avec Jacques Copeau, décors de René Auberjonois
- 1918 : Halte au village, mise en scène de Georges Pitoëff, décors et costumes de Henry Bischoff, 12 mars
- 1919 : Musique de tambour
- 1920 : Bourg-Saint-Maurice, mise en scène de Georges Pitoëff, décors et costumes de Henry Bischoff, 27 octobre
- 1928 : Vendanges ! Vendanges !
- 1929 : Magie